# Legions of Death
Legions of Death  est un jeu vidéo de type wargame publié par M. C. Lothlorien en 1987 sur ZX Spectrum. Le jeu se déroule dans l’Antiquité, en 264 av. J.-C., et simule l’affrontement pour la suprématie maritime dans la mer Méditerranée entre Rome et Carthage pendant les guerres puniques. Le joueur commande les forces de Carthage et affronte l’ordinateur, qui contrôle les romains, ou un autre joueur. Chaque joueur débute la partie avec une certaine quantité d’or qu’il peut utiliser pour acquérir des navires de guerre de quatre types différents. Il peut ensuite leur attribuer un équipage et des troupes plus ou moins expérimentées. Une fois sa flotte construite, le joueur peut définir les conditions de victoire de la partie en choisissant la quantité d’or à amasser, le nombre de navire à couler ou le nombre de ports ennemis à capturer. Il peut ensuite décider de la durée du scénario, d’une simple bataille à une campagne complète. Au cours de la partie, le joueur définit la route de chacun de ses navires et peut les faire visiter des ports afin d’y faire du commerce, et ainsi de gagner de l’or qu’il peut ensuite utiliser pour agrandir sa flotte. Lorsque deux flottes ennemies se rencontrent, une bataille navales se déclenche et le joueur peut décider d’éperonner les navires ennemis, de les cribler de flèche ou de lancer ses troupes à l’abordage,. 

## Accueil
| Legions of Death |      |       |
| Média            | Pays | Notes |
| Crash            | GB   | 84 %  |
| Sinclair User    | GB   | 5/5   |
| Your Sinclair    | GB   | 8/10  |